# Philip af Sachsen-Coburg og Gotha
Philip af Sachsen-Coburg og Gotha var den anden prins af Sachsen-Coburg-Gotha og Koháry og lord af Csábrág og Szitnya, begge i det nuværende Slovakiet.

## Ægteskab og børn
D. 4. februar/4. maj 1875 giftede Philip sig med sin halvkusine prinsesse Louise af Belgien, datter af Leopold II, konge af Belgierne og barnebarn af Leopold I, belgiske konge, bror til Philipps farfar Ferdinand.
Ægteskabet mellem Philip og Louise viste sig at være katastrofalt, og hun forlod sin mand i 1896. I 1898 mistede hun forældremyndigheden over sine børn, og den 15. januar 1906 blev skilsmissen gennemført i Gotha. Årsagen til adskillelsen var hendes langvarige forhold til grev Géza fra Mattachich-Keglevich (1867-1923), som Philipp havde ledt efter på ordre fra kejser Franz Josef I. Louise havde haft andre affærer, før hun mødte Géza, blandt andet med Philips adjudant.
De havde to børn:
- Leopold Clement af Sachen-Coburg og Gotha (19. juli 1878 - 27. april 1916)
- Dorothea af Sachsen-Coburg og Gotha (30. april 1881 - 21. januar 1967)